# Lý Trọng Nhuận
Lý Trọng Nhuận (chữ Hán: 李重润, bính âm: Li Chongrun, 682 - 8 tháng 10 năm 701, còn có tên là Lý Trọng Chiếu (李重照, bính âm: Li Chongzhao), tức Ý Đức Thái tử (懿德太子) là con trai thứ nhất (hoặc thứ hai) của Đường Trung Tông - vị Hoàng đế thứ tư và thứ sáu của nhà Đường trong lịch sử Trung Quốc, mẹ là Vi Hoàng hậu. Ông bị bà nội là Nữ hoàng Võ Tắc Thiên giết hại vào năm 701.

## Tiểu sử
Lý Trọng Chiếu chào đời vào đầu năm 682 tại kinh đô Trường An dưới thời ông nội Đường Cao Tông Lý Trị. Mẹ của ông là Vi Hoàng hậu, Kế thất của Lý Hiển. Lúc bấy giờ Lý Hiển vừa được lập làm Thái tử, đến sau khi Lý Trọng Chiếu chào đời được vài hôm, Cao Tông phong cho ông danh hiệu Hoàng thái tôn. Đây là trường hợp hiếm có trong lịch sử khi triều đình vừa có Thái tử lại vừa có Thái tôn.
Ngày 27 tháng 12 năm 683, Cao Tông băng hà, Lý Hiển đăng cơ, tức Đường Trung Tông, tuy nhiên quyền lực nằm trong tay Võ Thái hậu. Ngày Mậu Ngọ (6) tháng 2 (26 tháng 2), Thái hậu phế truất Trung Tông, giáng làm Lư Lăng vương, còn Lý Trọng Chiếu cũng bị giáng làm thứ nhân. Tương vương Lý Đán được đưa lên ngôi, tức Đường Duệ Tông. Sau đó Lý Trọng Chiếu phải đến Phòng châu rồi Quân châu, nơi cha ông Lý Hiển (bấy giờ tên là Lý Triết) bị lưu đày.
Năm 690, Võ Thái hậu ép Duệ Tông nhường ngôi cho mình, xưng Nữ Hoàng đế, cải quốc hiệu là Chu (690 - 705). Do Lý Trọng Chiếu có tên trùng với Võ Thái hậu (Chiếu) nên bị đổi lại là Trọng Nhuận.
Năm 697, do sự sắp đặt của Địch Nhân Kiệt, Thái hậu quyết định sắc phong Lý Triết làm Hoàng thái tử, đổi tên là Hiển như cũ. Tháng 4 năm đó, Thái hậu có chỉ nói Lư Lăng vương bị bệnh, đặc cách cho về kinh, lại cho phép thê tử, con cái đi theo. Do vậy Lý Trọng Nhuận được theo cha mẹ đến Đông Đô Lạc Dương, kinh đô khi đó. Tháng 10, Lý Hiển được phong làm Hoàng thái tử. Tuy nhiên Lý Hiển, Lý Đán đều bị Võ Thái hậu ép phải đổi sang họ Võ, và Lý Trọng Nhuận là con của Võ Hiển nên cũng đổi tên thành Võ Trọng Nhuận. Ông cũng được phong làm Thiệu vương.
Năm 701, khi tuổi đã già, Thái hậu tín nhiệm hai tình nhân là Trương Dịch Chi và Trương Xương Tông, giao cho họ xử lý việc trong triều. Lý Trọng Nhuận cảm thấy bất mãn, cùng chị là Công chúa Lý Tiên Huệ (cũng là con của Vi hậu) và Phò mã Võ Diên Cơ họp nhau bàn về việc này. Trương Dịch Chi biết được, tố cáo với Thái hậu rằng ba người đang phỉ báng bà ta. Thái hậu tức giận, sai giết chết cả ba người. Sử sách cho rằng Lý Trọng Nhuận là người đẹp trai và nhân hậu, nên người dân tỏ ra thương xót cho cái chết của ông.
Năm 705, Thái hậu bị lật đổ, Trung Tông lên ngôi lần thứ hai. Sau đó, Trung Tông hạ chiếu truy phong Lý Trọng Nhuận là Ý Đức Thái tử và Lý Tiên Huệ là Vĩnh Thái Công chúa, cải táng cạnh Càn lăng của Đường Cao Tông. Ngoài ra do Lý Trọng Nhuận chưa có chính thê nên Trung Tông lấy con gái chết yểu của đại thần Bùi Toái làm Thái tử phi, cải táng cùng với Lý Trọng Nhuận.